# Nicolás Leoz
Nicolás Leoz Almirón (Pirizal, 10 de setembro de 1928 – Assunção, 28 de agosto de 2019) foi um dirigente esportivo paraguaio.  Foi presidente da Confederação Sul-americana de Futebol (CONMEBOL) entre 1986 e 2013.
Foi homenageado, em 2000 pelo Reitor Paulo Alonso, da UniverCidade/RJ, que, em cerimônia concorrida, com a presença de presidentes de entidades futebolísticas de toda a América do Sul e ainda com o do Presidente de Honra da Fifa, João Havelange, recebeu o título de Doutor Honoris Causa. Antes de chegar a presidência da CONMEBOL, foi presidente da Confederação Paraguaia de Basquetebol (1957-1959), presidente do Libertad (1969-1970 e 1974-1977) e presidente da Associação Paraguaia de Futebol (1971-1973 e 1979-1985) e Vice-presidente da CONMEBOL (1972-1974 e 1980-1986). Após 26 anos a frente da Conmebol, Leoz anunciou a sua renúncia de presidente da entidade e do cargo executivo da FIFA, onde saiu oficialmente no dia 30 de abril de 2013.
Em novembro de 2010 ele foi alegado pela BBC de ter recebido suborno na década de 1990 sobre a concessão dos direitos televisivos da Copa do Mundo.
Conforme noticiado pelo seu advogado, o ex-presidente de futebol faleceu em Assunção, em 28 de agosto de 2019. O ex-presidente da CONMEBOL estava no Sanatório Migone de Assunção, desde que sofreu uma queda que afetou seu quadril. Seu estado de saúde também se deteriorou após a detecção de um linfoma cancerígeno. O motivo da morte, porém, foi cardíaca.

## Juventude e início de carreira
Leoz nasceu em Pirizal, Chaco Paraguaio, Paraguai.  Sua infância foi passada em Pirizal, no complexo industrial de Carlos Casado, perto do rio Paraguai.
A partir de 1940-1950, Leoz era um jornalista esportivo nos meios de comunicação de rádio e da imprensa, com professores, e colegas como Halley Gerardo Mora Pedro García, Nestor Romero Valdovinos, Milciades Aguayo, Sindulfo Martínez.  Em 1957, ele estudou Direito na Faculdade de Direito e Ciências Sociais da UNA (Universidade Nacional de Assunção) e como um estudante tomou posse no Judiciário como um escrivão nos interrogatórios;  ele se formou em 24 de dezembro de 1957, aos 29 anos de idade.
De 1950 a 1962, ele era um professor de história no Colégio Nacional da Capital, Nacional de Niñas e Comércio.  Ele também foi diretor da empresa de alumínio e pecuária agrícola.
De 1957 a 1977, foi Presidente do Tribunal de Justicia de la Confederación Paraguaya de Básquetbol.
- Doutor "Honoris Causa" pela Universidade do Rio de Janeiro, Brasil .
- Membro de Honra da Universidade Nacional de San Agustín de Arequipa, Peru .

## Alegações de corrupção
Veja também: Caso de corrupção na FIFA em 2015
Em novembro de 2010, Andrew Jennings, o apresentador de Dirty Secrets da FIFA, uma edição de BBC, emblemática corrente de assuntos do programa Panorama, alegou que Leoz tinha tomado subornos na década de 1990 em relação à abjudicação de contratos para a venda de direitos de televisão para o futebol da Copa do Mundo. Panorama alegou ter obtido um documento confidencial de uma empresa chamada ISL que mostrou que Leoz foi pago US $ 730.000 pela empresa. A ISL ganhou o contrato para distribuir os direitos de televisão. Leoz não respondeu às alegações.
Em maio de 2011, David Triesman, ex-presidente da Federação inglesa de Futebol, citou Leoz, dando provas de um inquérito parlamentar sobre a governança de futebol em Londres. Nicolas Leoz foi acusado de pedir um título de cavaleiro honorário em recompensa para apoiar a Copa do Mundo de 2018 para a Inglaterra.  Mais tarde foi revelado em trocas de e-mail, que envolvem seu assessor, que Leoz consideraria visitar a Inglaterra se a FA Cup,  a mais antiga associação de futebol, fosse renomeada para Nicolás Leoz Cup. Lord Triesman revelou que, lamentavelmente, houve discussões internas no comitê pela criação de uma FA Cup para deficientes, que levaria o nome de Leoz. O argumento de disfarce seria a “nobre postura” dele na parceria com a organização Special Olympics.  It was later revealed in email exchanges involving his aide that Leoz would consider visiting England if the FA Cup, the oldest association football competition in the world, were to be named after him.
Em 3 de junho de 2015, Leoz foi citado em uma noticia da INTERPOL.
Após longo tempo hospitalizado em Assunção, faleceu em 28 de agosto de 2019 aos 90 anos de idade.